# دل بودني (شميل)
دل بودني (بالفارسية: دل بودنی) هي قرية تقع في إيران في قسم شمیل الريفي. يقدر عدد سكانها بـ 337 نسمة بحسب إحصاء 2016.